# Volkhard Windfuhr
Volkhard Windfuhr (* 1937 in Essen; † 19. Oktober 2020 in Kairo) war ein deutscher Journalist und Arabist.

## Leben
Windfuhr verbrachte seine ersten beiden Lebensjahre in Essen. Als sein Vater 1939 zur Wehrmacht eingezogen wurde, zogen seine Mutter, sein Bruder und er zu den Großeltern nach Hildesheim. Während der letzten Kriegsjahre fiel sein Vater, und das Eigenheim der Familie wurde infolge eines Bombardements zerstört. Als Gymnasiast in Hannover wurde sein Interesse für den Orient geweckt. Er brachte sich selbst Türkisch bei und unternahm im Alter von 17 Jahren eine Reise nach Kleinasien. Aufgrund seiner Begeisterung für den Orient nahm seine Mutter 1955 eine Stelle als Lehrerin an der deutschen Schule in Kairo an und zog mit ihren Söhnen nach Ägypten. Während dieses ersten längeren Aufenthalts außerhalb Europas wurde Volkhard Windfuhr von der damaligen Aufbruchsstimmung in Ägypten erfasst, die infolge der Revolution von 1952 entstand. Nach dem Abitur vertiefte er seine Sprachkenntnisse im Laufe des Studiums orientalischer Sprachen an der Kairoer Ain-Schams-Universität.
Bereits während seines Studiums an der Ain-Schams-Universität arbeitete Windfuhr für die Ägyptische Rundfunkunion. Wegen seiner Sprachkenntnisse stieg er zum Auslandskorrespondenten bei Radio Kairo auf. Als Moderator verschiedener Kultursendungen knüpfte er Kontakte zu ägyptischen Intellektuellen. Er übersetzte Kurzgeschichten und Theaterstücke und schrieb Untertitel für ägyptische Filme. Enttäuscht von den Entwicklungen, insbesondere in der Endphase des Arabischen Sozialismus, kehrte er Ägypten 1967 den Rücken. Von 1967 bis 1969 war er wissenschaftlicher Mitarbeiter am Orient-Institut in Beirut. Er erforschte dort die zeitgenössische arabische Literatur. 1970 nahm er eine Stelle als Redakteur bei der Deutschen Welle in Bonn an, wo er wegen seiner Sprachkenntnisse für das arabische Programm zuständig war. 1975 eröffnete er das erste Auslandsbüro des Spiegels in der Arabischen Welt, das er 1976, nachdem er während des libanesischen Bürgerkriegs Opfer einer Entführung geworden war, von Beirut nach Kairo verlegte. Von 2002 arbeitete Windfuhr bis zum Eintritt in den Vorruhestand 2013 weiter als Pauschalist für den Spiegel. Im August 2013, während der Unruhen nach dem Sturz Präsident Mursis in Ägypten, geriet Windfuhr in die Kritik, weil er als Vorsitzender der ägyptischen Foreign Press Association eine Pressemitteilung herausgegeben hatte, die von einigen Fachkollegen als einseitige Parteinahme für die Militärregierung und die ihr angeschlossenen Sicherheitskräfte gedeutet wurde. In seinen letzten Jahren war er häufiger Gast im ägyptischen Fernsehen.
Er führte mit zahlreichen Persönlichkeiten der arabischen Welt Interviews, darunter Jassir Arafat, Gamal Abd el-Nasser, Anwar el-Sadat, Husni Mubarak, Mohammed Mursi, Muammar al-Gaddafi, Nagib Machfus.
Ab 1994 war er mit kurzen Unterbrechungen bis zu seinem Tod Vorsitzender der Foreign Press Association (FPA) in Ägypten, einer der größten Vereinigungen von Auslandskorrespondenten weltweit.
Sein besonderes Interesse galt außerdem der arabischen Eisenbahn. So gründete er 1994 die Vereinigung der Friends of Arab Railways. Er organisierte im Rahmen der Aktivitäten dieses Vereins u. a. eine Reise auf der ägyptischen Phosphatbahnlinie von den Minen in der Oase Kharga bis ans Rote Meer in Waggons des ehemaligen ägyptischen Königs.
Volkhard Windfuhr war bis zu ihrem Tod mit einer Ägypterin verheiratet. Am 19. Oktober 2020 erlag er im Kairoer Wadi El-Nil-Krankenhaus einem Krebsleiden.

## Ehrungen und Auszeichnungen
- 2002: Bundesverdienstkreuz 1. Klasse des Verdienstordens der Bundesrepublik Deutschland für seine Leistungen zur Förderung der deutsch-ägyptischen und der deutsch-arabischen Beziehungen
- 2010: Ägyptischer Journalistenpreis
- 2019: Ägyptischer Verdienstorden (Order of Merit, 1st class)[12][13]

## Werke
- als Hrsg. mit Georg Stein: Ein Tag im September: 11.9.2001. Hintergründe, Folgen, Perspektiven. Palmyra, Heidelberg 2002.
- Kampf um Muhammads Erbe. Blutige innere Fehden spalteten die Gläubigen. In: Dietmar Pieper, Rainer Traub (Hrsg.): Der Islam. 1400 Jahre Glaube, Krieg und Kultur. Deutsche Verlags-Anstalt, München 2011, S. 56 ff.